# Kanton Briey
Der Kanton Briey war bis 2015 ein französischer Wahlkreis im Arrondissement Briey, im Département Meurthe-et-Moselle und in der Region Lothringen. Letzter Vertreter im Generalrat des Départements war von 2001 bis 2015 André Corzani. Hauptort des Kantons war die Stadt Briey.

## Lage
Der Kanton lag im Norden des Départements Meurthe-et-Moselle an dessen Ostgrenze.

Kantone im Département Meurthe-et-Moselle
Lage des Kantons Briey im Arrondissement Briey

## Gemeinden
Der Kanton Briey umfasste neun Gemeinden: 
| Gemeinde      | Einwohner Jahr | Fläche km² | Bevölkerungsdichte | Code INSEE | Postleitzahl |
| ------------- | -------------- | ---------- | ------------------ | ---------- | ------------ |
| Anoux         | 252 (2013)     | 9,88       | 26 Einw./km²       | 54018      | 54150        |
| Avril         | 1.086 (2013)   | 20,02      | 54 Einw./km²       | 54036      | 54150        |
| Briey         | 5.757 (2013)   | 27,13      | 212 Einw./km²      | 54099      | 54150        |
| Jœuf          | 6.641 (2013)   | 3,18       | 2088 Einw./km²     | 54280      | 54240        |
| Lantéfontaine | 764 (2013)     | 8,06       | 95 Einw./km²       | 54302      | 54150        |
| Les Baroches  | 379 (2013)     | 13,28      | 29 Einw./km²       | 54048      | 54150        |
| Lubey         | 227 (2013)     | 3,93       | 58 Einw./km²       | 54326      | 54150        |
| Mance         | 588 (2013)     | 7,39       | 80 Einw./km²       | 54341      | 54150        |
| Mancieulles   | 1.830 (2013)   | 4,39       | 417 Einw./km²      | 54342      | 54790        |

## Bevölkerungsentwicklung
| 1962   | 1968   | 1975   | 1982   | 1990   | 1999   | 2006   | 2012   |
| ------ | ------ | ------ | ------ | ------ | ------ | ------ | ------ |
| 22.702 | 21.708 | 20.147 | 17.446 | 16.486 | 16.363 | 16.648 | 17.493 |